# بلستاين اينديانا
بلستاين اينديانا (بالإنجليزية: Palestine, Indiana)‏ هي unincorporated community of the United States of America تقع في الولايات المتحدة في مقاطعة كوسيوسكو (إنديانا). يقدر عدد سكانها وترتفع عن سطح البحر 253.9 متر.